# 奧德拉達
49°53′46″N 35°1′9″E / 49.89611°N 35.01917°E
奧德拉達（烏克蘭語：Одрада）是位於烏克蘭東部的村莊，由哈爾科夫州博霍杜希夫區的克拉斯諾庫特斯克市鎮負責管轄。該村始建於1850年，面積1.05平方公里，海拔高度139米，2001年人口32，人口密度每平方公里30.6人。